# Regió de Wellington
Wellington (en maori: Te Whanga-nui-a-Tara) és una de les setze regions de Nova Zelanda, localitzada al centre sud de l'illa del Nord. Amb una població de 490.100 habitants, és la tercera regió més poblada del país. La ciutat principal és Wellington, la capital neozelandesa.
La regió fa frontera amb Manawatu-Wanganui al nord. Al sud-oest a través de l'estret de Cook es troba Marlborough.

## Etimologia
El nom de Wellington prové d'Arthur Wellesley, el primer duc de Wellington i vencedor de la batalla de Waterloo. El títol del duc prové del poble de Wellington, del comtat anglès de Somerset. En la llengua maori, Wellington té tres noms: Te Whanga-nui-a-Tara es refereix al port de Wellington, i significa «el gran port de Tara». L'ús del nom alternatiu Pōneke no es recomana, atès que es creu que és una transliteració del sobrenom anglès «Port Nick», que prové de Port Nicholson, l'antic nom de Wellington. Te Upoko-o-te-Ika-a-Māui, significant «el cap del peix de Maui», és un nom tradicional per a la porció més austral de l'illa del Nord.

## Educació

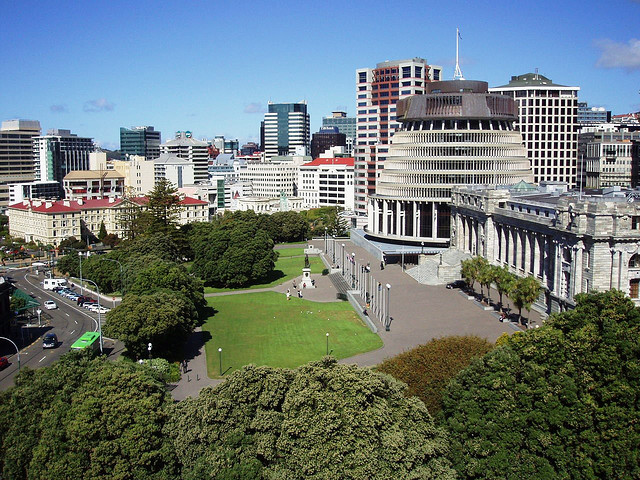
Universitat Victòria de Wellington

La Universitat Victòria de Wellington té quatre campus i té en funcionament un sistema de tres trimestres que comencen el març, el juliol i el novembre. El 2011 tenia 22.234 estudiants. Dels 22.234 estudiants, un 54% eren dones i un 46% homes. Mentre que la majoria d'estudiants eren neozelandesos d'origen europeu, 1.980 eren maoris, 1.064 eren illencs pacífics i 2.953 eren estudiants internacionals. 5.958 graus, diplomes i certificats van ser guardonats el 2011. La universitat té 1.974 empleats.
La Universitat Massey, basada principalment a Palmerston North, té un campus a Wellington. Aquest campus ofereix programes en comunicació, negoci, enginyeria, tecnologia, salut i art. L'escola de disseny va ser establerta el 1886.
La Universitat d'Otago, basada principalment a Dunedin, té un campus a Wellington. Wellington té una facultat de medicina i salut.

## Clima
| Paràmetres climàtics mitjans de Lower Hutt | Paràmetres climàtics mitjans de Lower Hutt | Paràmetres climàtics mitjans de Lower Hutt | Paràmetres climàtics mitjans de Lower Hutt | Paràmetres climàtics mitjans de Lower Hutt | Paràmetres climàtics mitjans de Lower Hutt | Paràmetres climàtics mitjans de Lower Hutt | Paràmetres climàtics mitjans de Lower Hutt | Paràmetres climàtics mitjans de Lower Hutt | Paràmetres climàtics mitjans de Lower Hutt | Paràmetres climàtics mitjans de Lower Hutt | Paràmetres climàtics mitjans de Lower Hutt | Paràmetres climàtics mitjans de Lower Hutt | Paràmetres climàtics mitjans de Lower Hutt |
| Mes                                        | Gen.                                       | Feb.                                       | Mar.                                       | Abr.                                       | Mai.                                       | Jun.                                       | Jul.                                       | Ago.                                       | Set.                                       | Oct.                                       | Nov.                                       | Des.                                       | Anual                                      |
| ------------------------------------------ | ------------------------------------------ | ------------------------------------------ | ------------------------------------------ | ------------------------------------------ | ------------------------------------------ | ------------------------------------------ | ------------------------------------------ | ------------------------------------------ | ------------------------------------------ | ------------------------------------------ | ------------------------------------------ | ------------------------------------------ | ------------------------------------------ |
| Temperatura màxima registrada °C (°F)      | 28,8 (83,8)                                | 30,9 (87,6)                                | 28,6 (83,5)                                | 26,5 (79,7)                                | 23,0 (73,4)                                | 19,6 (67,3)                                | 18,2 (64,8)                                | 20,1 (68,2)                                | 24,3 (75,7)                                | 23,6 (74,5)                                | 27,5 (81,5)                                | 29,6 (85,3)                                | 30,9 (87,6)                                |
| Temperatura mínima registrada °C (°F)      | 5,2 (41,4)                                 | 5,0 (41)                                   | 4,6 (40,3)                                 | 2,5 (36,5)                                 | 0 (32)                                     | −1,9 (28,6)                                | −3,3 (26,1)                                | −1,1 (30)                                  | −2,2 (28)                                  | 0,8 (33,4)                                 | 2,1 (35,8)                                 | 5,0 (41)                                   | −3,3 (26,1)                                |
| Temperatura diària màxima °C (°F)          | 22,5 (72,5)                                | 22,6 (72,7)                                | 20,9 (69,6)                                | 18,4 (65,1)                                | 15,9 (60,6)                                | 13,4 (56,1)                                | 12,8 (55)                                  | 13,8 (56,8)                                | 15,7 (60,3)                                | 16,9 (62,4)                                | 18,7 (65,7)                                | 20,7 (69,3)                                | 17,7 (63,9)                                |
| Temperatura diària mínima °C (°F)          | 14,0 (57,2)                                | 14,0 (57,2)                                | 12,2 (54)                                  | 9,8 (49,6)                                 | 8,3 (46,9)                                 | 6,3 (43,3)                                 | 5,2 (41,4)                                 | 6,0 (42,8)                                 | 7,6 (45,7)                                 | 9,1 (48,4)                                 | 10,4 (50,7)                                | 12,8 (55)                                  | 9,6 (49,3)                                 |
| Precipitació total mm (polzades)           | 84 (3,3)                                   | 81 (3,2)                                   | 87 (3,4)                                   | 88 (3,5)                                   | 117 (4,6)                                  | 154 (6,1)                                  | 144 (5,7)                                  | 136 (5,4)                                  | 109 (4,3)                                  | 145 (5,7)                                  | 99 (3,9)                                   | 94 (3,7)                                   | 1.338 (52,7)                               |
| Font: Paradise.net                         |                                            |                                            |                                            |                                            |                                            |                                            |                                            |                                            |                                            |                                            |                                            |                                            |                                            |

| Paràmetres climàtics mitjans de Porirua | Paràmetres climàtics mitjans de Porirua | Paràmetres climàtics mitjans de Porirua | Paràmetres climàtics mitjans de Porirua | Paràmetres climàtics mitjans de Porirua | Paràmetres climàtics mitjans de Porirua | Paràmetres climàtics mitjans de Porirua | Paràmetres climàtics mitjans de Porirua | Paràmetres climàtics mitjans de Porirua | Paràmetres climàtics mitjans de Porirua | Paràmetres climàtics mitjans de Porirua | Paràmetres climàtics mitjans de Porirua | Paràmetres climàtics mitjans de Porirua | Paràmetres climàtics mitjans de Porirua |
| Mes                                     | Gen.                                    | Feb.                                    | Mar.                                    | Abr.                                    | Mai.                                    | Jun.                                    | Jul.                                    | Ago.                                    | Set.                                    | Oct.                                    | Nov.                                    | Des.                                    | Anual                                   |
| --------------------------------------- | --------------------------------------- | --------------------------------------- | --------------------------------------- | --------------------------------------- | --------------------------------------- | --------------------------------------- | --------------------------------------- | --------------------------------------- | --------------------------------------- | --------------------------------------- | --------------------------------------- | --------------------------------------- | --------------------------------------- |
| Temperatura màxima registrada °C (°F)   | 28 (82,4)                               | 28 (82,4)                               | 27 (80,6)                               | 23 (73,4)                               | 21 (69,8)                               | 18 (64,4)                               | 21 (69,8)                               | 22 (71,6)                               | 25 (77)                                 | 22 (71,6)                               | 28 (82,4)                               | 27 (80,6)                               | 28 (82,4)                               |
| Temperatura mínima registrada °C (°F)   | 0,5 (32,9)                              | −0,2 (31,6)                             | −0,3 (31,5)                             | −1,1 (30)                               | −1,2 (29,8)                             | −1,3 (29,7)                             | −4,3 (24,3)                             | −2,9 (26,8)                             | −3,4 (25,9)                             | −1,6 (29,1)                             | −0,3 (31,5)                             | −0,6 (30,9)                             | −4,3 (24,3)                             |
| Temperatura diària màxima °C (°F)       | 20,4 (68,7)                             | 20,6 (69,1)                             | 19,3 (66,7)                             | 16,9 (62,4)                             | 15,3 (59,5)                             | 13 (55,4)                               | 12,3 (54,1)                             | 12,7 (54,9)                             | 14,3 (57,7)                             | 15,7 (60,3)                             | 17,1 (62,8)                             | 19,2 (66,6)                             | 16,4 (61,5)                             |
| Temperatura diària mínima °C (°F)       | 14,1 (57,4)                             | 14,3 (57,7)                             | 13,1 (55,6)                             | 11,3 (52,3)                             | 10,1 (50,2)                             | 8,4 (47,1)                              | 7,1 (44,8)                              | 7,3 (45,1)                              | 8,7 (47,7)                              | 10 (50)                                 | 11,1 (52)                               | 13 (55,4)                               | 10,7 (51,3)                             |
| Precipitació total mm (polzades)        | 29,5 (1,2)                              | 16,2 (0,6)                              | 23,8 (0,9)                              | 32,2 (1,3)                              | 41,1 (1,6)                              | 48,5 (1,9)                              | 28,7 (1,1)                              | 49,6 (2)                                | 23,4 (0,9)                              | 48,6 (1,9)                              | 29,7 (1,2)                              | 25 (1)                                  | 396,3 (15,6)                            |
| Font: Meoweather                        |                                         |                                         |                                         |                                         |                                         |                                         |                                         |                                         |                                         |                                         |                                         |                                         |                                         |

| Paràmetres climàtics mitjans de Wellington                 | Paràmetres climàtics mitjans de Wellington | Paràmetres climàtics mitjans de Wellington | Paràmetres climàtics mitjans de Wellington | Paràmetres climàtics mitjans de Wellington | Paràmetres climàtics mitjans de Wellington | Paràmetres climàtics mitjans de Wellington | Paràmetres climàtics mitjans de Wellington | Paràmetres climàtics mitjans de Wellington | Paràmetres climàtics mitjans de Wellington | Paràmetres climàtics mitjans de Wellington | Paràmetres climàtics mitjans de Wellington | Paràmetres climàtics mitjans de Wellington | Paràmetres climàtics mitjans de Wellington |
| Mes                                                        | Gen.                                       | Feb.                                       | Mar.                                       | Abr.                                       | Mai.                                       | Jun.                                       | Jul.                                       | Ago.                                       | Set.                                       | Oct.                                       | Nov.                                       | Des.                                       | Anual                                      |
| ---------------------------------------------------------- | ------------------------------------------ | ------------------------------------------ | ------------------------------------------ | ------------------------------------------ | ------------------------------------------ | ------------------------------------------ | ------------------------------------------ | ------------------------------------------ | ------------------------------------------ | ------------------------------------------ | ------------------------------------------ | ------------------------------------------ | ------------------------------------------ |
| Temperatura diària màxima °C (°F)                          | 20,3 (68,5)                                | 20,6 (69,1)                                | 19 (66,2)                                  | 16,7 (62,1)                                | 14,2 (57,6)                                | 12 (53,6)                                  | 11,4 (52,5)                                | 12 (53,6)                                  | 13,5 (56,3)                                | 15 (59)                                    | 16,6 (61,9)                                | 18,5 (65,3)                                | 15,8 (60,4)                                |
| Temperatura diària mínima °C (°F)                          | 13,4 (56,1)                                | 13,6 (56,5)                                | 12,6 (54,7)                                | 10,9 (51,6)                                | 8,8 (47,8)                                 | 6,9 (44,4)                                 | 6,3 (43,3)                                 | 6,5 (43,7)                                 | 7,7 (45,9)                                 | 9 (48,2)                                   | 10,3 (50,5)                                | 12,2 (54)                                  | 9,9 (49,8)                                 |
| Precipitació total mm (polzades)                           | 72 (2,8)                                   | 62 (2,4)                                   | 92 (3,6)                                   | 100 (3,9)                                  | 117 (4,6)                                  | 147 (5,8)                                  | 136 (5,4)                                  | 123 (4,8)                                  | 100 (3,9)                                  | 115 (4,5)                                  | 99 (3,9)                                   | 86 (3,4)                                   | 1.249 (49,2)                               |
| Font: National Institute of Water and Atmospheric Research |                                            |                                            |                                            |                                            |                                            |                                            |                                            |                                            |                                            |                                            |                                            |                                            |                                            |

## Districtes
Wellington se subdivideix en nou districtes.
| Districte                    | Localització                 | Capital       | Població | Àrea      | Densitat  |
| ---------------------------- | ---------------------------- | ------------- | -------- | --------- | --------- |
| Districte de Carterton       | Districte de Carterton       | Carterton     | 7.730    | 1.181 km² | 6,6/km²   |
| Districte de Kapiti Coast    | Districte de Kapiti Coast    | Paraparaumu   | 49.900   | 733 km²   | 68,1/km²  |
| Ciutat de Lower Hutt         | Ciutat de Lower Hutt         | Lower Hutt    | 102.700  | 377 km²   | 272,4/km² |
| Districte de Masterton       | Districte de Masterton       | Masterton     | 23.500   | 2.298 km² | 10,2/km²  |
| Ciutat de Porirua            | Ciutat de Porirua            | Porirua       | 53.000   | 182 km²   | 292,2/km² |
| Districte de South Wairarapa | Districte de South Wairarapa | Martinborough | 9.400    | 2.452 km² | 3,8/km²   |
| Districte de Tararua         | Districte de Tararua         | Dannevirke    | 17.550   | 4.367 km² | 4,0/km²   |
| Ciutat d'Upper Hutt          | Ciutat d'Upper Hutt          | Upper Hutt    | 41.600   | 542 km²   | 76,8/km²  |
| Ciutat de Wellington         | Ciutat de Wellington         | Wellington    | 202.200  | 289 km²   | 699,7/km² |

## Demografia
| Evolució demogràfica de Wellington | Evolució demogràfica de Wellington | Evolució demogràfica de Wellington |
| Any                                | Població                           | Creixement                         |
| ---------------------------------- | ---------------------------------- | ---------------------------------- |
| 1991                               | 400.284                            |                                    |
| 1996                               | 414.048                            | +3,4%                              |
| 2001                               | 423.765                            | +2,3%                              |
| 2006                               | 448.956                            | +5,9%                              |

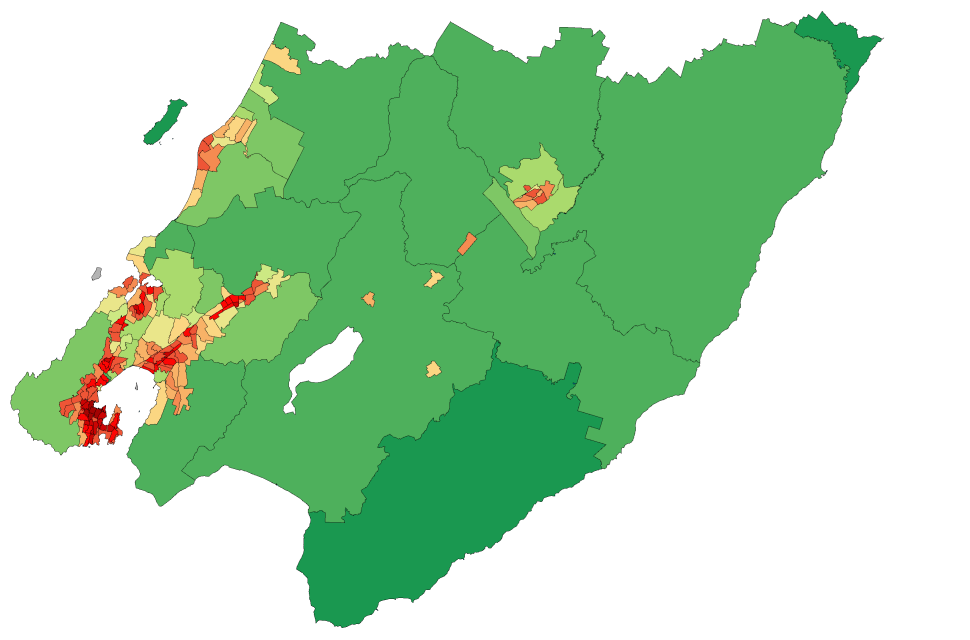
Densitat de població a Wellington segons el cens de 2006

Segons el cens de 2006 Wellington tenia 448.956 habitants, un augment de 25.191 habitants (5,9%) des del cens de 2001. Hi havia 169.344 llars habitades, 13.095 llars no habitades i 1.188 llars en construcció.
De la població de Wellington, 217.653 (48,5%) eren homes i 231.303 (51,5%) eren dones. La regió tenia una edat mediana de 35,3 anys, 0,6 menys que la mediana nacional de 35,9 anys. Les persones majors de 64 anys formaven l'11,5% de la població, comparat amb el 12,3% nacionalment; les persones menors de 15 anys formaven el 20,6% de la població, comparat amb el 21,5% nacionalment.
L'etnologia de Wellington era (amb figures nacionals en parèntesi): 69,8% europeus (67,6%); 12,8% maoris (14,6%); 8,3% asiàtics (9,2%); 8,0% illencs pacífics (6,9%); 1,3% de l'Orient Pròxim, Llatinoamèrica o Àfrica (0,9%) i 11,0% d'altres ètnies (11,1%).
Wellington tenia un atur de 5,2% per persones majors de 14 anys, més que la figura nacional de 5,1%. El sou anual mitjà de persones majors de 14 anys era (en dòlars neozelandesos) de 28.000$, comparat amb 24.400$ nacionalment. D'aquestes, un 38,8% tenien un sou anual de menys de 20.001$, comparat amb un 43,2% nacionalment; mentre que un 23,6% tenien un sou anual d'igual o de més de 50.000$, comparat amb un 18,0% nacionalment.

## Política

### Política regional
El consell regional de Wellington va ser format com a part de reformes neozelandeses de governs locals i regionals el novembre de 1989. La seu del consell regional va ser establerta a Wellington. L'actual presidenta del consell regional és Fran Wilde.
El consell regional de Wellington està format per 13 consellers de 5 circumscripcions.
| Circumscripció | Conseller         | Partit      |
| -------------- | ----------------- | ----------- |
| Kapiti Coast   | Nigel Wilson      | Independent |
| Lower Hutt     | Peter Glensor     | Independent |
| Lower Hutt     | Sandra Greig      | Independent |
| Lower Hutt     | Prue Lamason      | Independent |
| Porirua-Tawa   | Jenny Brash       | Independent |
| Porirua-Tawa   | Barbara Donaldson | Independent |
| Upper Hutt     | Paul Swain        | Independent |
| Wairarapa      | Gary McPhee       | Independent |
| Wellington     | Judith Aitken     | Independent |
| Wellington     | Paul Bruce        | Verd        |
| Wellington     | Chris Laidlaw     | Independent |
| Wellington     | Daran Ponter      | Laborista   |
| Wellington     | Fran Wilde        | Independent |

### Política nacional

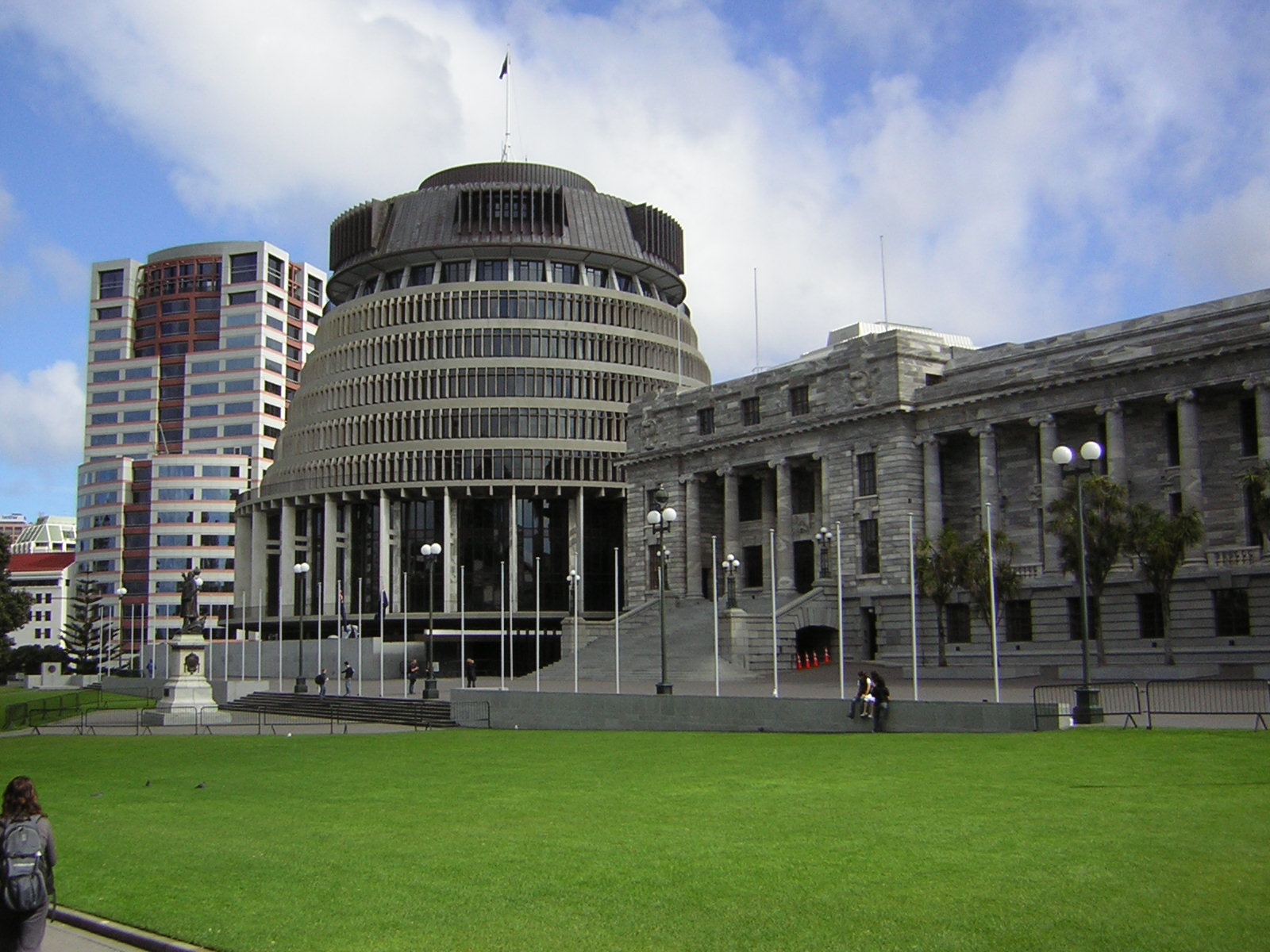
La Cambra de Representants de Nova Zelanda es localitza a Wellington

Nacionalment, Wellington es localitza en 8 circumscripcions electorals generals i en 3 circumscripcions electorals maoris.
| Circumscripció         | Diputat         | Partit     |
| ---------------------- | --------------- | ---------- |
| Hutt South             | Trevor Mallard  | Laborista  |
| Mana                   | Kris Faafoi     | Laborista  |
| Ōhariu                 | Peter Dunne     | Unit Futur |
| Ōtaki                  | Nathan Guy      | Nacional   |
| Rimutaka               | Chris Hipkins   | Laborista  |
| Rongotai               | Annette King    | Laborista  |
| Wairarapa              | John Hayes      | Nacional   |
| Wellington Central     | Grant Robertson | Laborista  |
| Ikaroa-Rāwhiti (maori) | Meka Whaitiri   | Laborista  |
| Te Tai Hauāuru (maori) | Tariana Turia   | Maori      |
| Te Tai Tonga (maori)   | Rino Tirikatene | Laborista  |

## Esport
Els següents equips esportius es basen a Wellington: 
- Hurricanes — equip de rugbi a 15 del Super Rugby
- Wellington Lions — equip de rugbi a 15 de l'ITM Cup
- Wellington Phoenix — equip de futbol de l'A-League
- Team Wellington — equip de futbol del Campionat de Futbol de Nova Zelanda
- Central Pulse — equip de netball de l'ANZ Championship
- Wellington Firebirds — equip de criquet masculí
- Wellington Blaze — equip de criquet femení